# Giuseppe Antonio Sala
Giuseppe Antonio Sala (ur. 27 października 1762 w Rzymie, zm. 23 czerwca 1839 tamże) – włoski kardynał.

## Życiorys
Urodził się 27 października 1762 roku w Rzymie, jako syn Giuseppego Antonia Marii Saly i Any Sacchetti. Studiował literaturę i filozofię w Collegio Romano, a następnie uzyskał doktorat z teologii. Po przyjęciu święceń kapłańskich został sekretarzem papieskiej delegacji legatów w Paryżu w latach 1801–1804, a ponadto negocjował konkordat pomiędzy Francją a Państwem Kościelnym z 1801 roku. W 1809 roku został wydalony z Rzymu przez Francuzów i osiadł w Umbrii. 30 września 1831 roku został kreowany kardynałem prezbiterem i otrzymał kościół tytularny S. Mariae de Pace. Pełnił wiele funkcji w Kurii Rzymskiej, a w marcu 1834 roku został prefektem Kongregacji Indeksu. Osiem miesięcy później zrezygnował z funkcji i został prefektem Kongregacji ds. Biskupów i Zakonników. W 1838 roku mianowano go archiprezbiterem bazyliki liberiańskiej. Zmarł 23 czerwca 1839 roku w Rzymie.